# República Somali
República Somali (somali:  Jamhuuriyadda Soomaaliyeed, em italiano:  Repubblica Somala, em árabe: جمهورية الصومال Jumhūriyyat aṣ-Ṣūmāl) foi o estado da Somália após a independência em 1 de julho de 1960 e depois da unificação do Protetorado da Somalilândia (a antiga Somalilândia italiana) e da Somalilândia Britânica. Um governo foi formado por Abdullahi Issa Mohamud e Muhammad Haji Ibrahim Egal e outros membros das administrações do território sob tutela e do protetorado, com o orador do Ato de União da Somália Haji Bashir Ismail Yusuf como presidente da Assembleia Nacional da Somália Aden Abdullah Osman Daar como presidente da República, que nomeou em 22 de Julho de 1960, Abdirashid Ali Shermarke como primeiro-ministro. Em 20 de julho de 1961 e através de um referendo popular, o povo da Somália ratificou uma nova constituição, que foi redigida pela primeira vez em 1960. A administração durou até 1969, quando o Conselho Revolucionário Supremo tomou o poder em um putsch sem derramamento de sangue e rebatizou o país para República Democrática da Somália.